# Ergys Kaçe
Ergys Kaçe (født 8. juli 1993 i Korçë, Albanien) er en albansk fodboldspiller, der spiller for litauiske FK Panevėžys.

## Tidligere karriere
Kaçe blev født i Korçë i Albanien, men flyttede som tre-årig til Grækenland. Han startede til fodbold i klubben Achilleas Triandrias, hvor han senere i 2005 skiftede til PAOKs ungdomsakademi. I december 2010 fik han sin første professionelle kontrakt.

## Klubkarriere

### PAOK FC
Kaçe fik sin debut for grækerne den 5. januar 2011, hvor han i 68' minut blev skiftet ind imod Panserraikos.
I 2011/12 sæsonen var han udlejet til Anagennisi Epanomi.

## International karriere
Kaçe fik sin debut for Albaniens landshold den 7. juni 2013 imod Norge.